# Nannoleon michaelseni
Nannoleon michaelseni is een insect uit de familie van de mierenleeuwen (Myrmeleontidae), die tot de orde netvleugeligen (Neuroptera) behoort. 
Nannoleon michaelseni is voor het eerst wetenschappelijk beschreven door Esben-Petersen in 1928.